# Allemanche-Launay-et-Soyer
Allemanche-Launay-et-Soyer ist eine französische Gemeinde mit 118 Einwohnern (Stand 1. Januar 2022) im Département Marne in der Region Grand Est. Sie gehört zum Arrondissement Épernay. Die landwirtschaftlich geprägte Gemeinde besteht aus den drei Dörfern Allemanche, Launay und Soyer.

## Geografie
Die Gemeinde liegt in der Champagne, auf halber Strecke zwischen Paris und Nancy, nahe dem Fluss Aube.

## Geschichte
Das Dorf Allemanche wurde erstmals 1220 erwähnt.

### Bevölkerungsentwicklung
| Jahr                       | 1962 | 1968 | 1975 | 1982 | 1990 | 1999 | 2007 | 2018 |
| -------------------------- | ---- | ---- | ---- | ---- | ---- | ---- | ---- | ---- |
| Einwohner                  | 136  | 123  | 120  | 133  | 126  | 115  | 104  | 115  |
| Quellen: Cassini und INSEE |      |      |      |      |      |      |      |      |

## Sehenswürdigkeiten
- Kirche Saint-Denis in Allemanche